# Leapfrog
El Leapfrog es un vehículo ficticio que aparece en los cómics estadounidenses publicados por Marvel Comics. El Leapfrog es el modo de transporte personal para el equipo de superhéroes Runaways. La nave se asemeja a una gran rana robótica. Originalmente creado por Janet Stein y Victor Stein, el Orgullo usó el Leapfrog cuando tuvieron que realizar su Rito del Trueno para los Gibborim. Después de que el Orgullo fue destruido por los Gibborim, el control del Leapfrog quedó en manos de Chase Stein y desde entonces se ha utilizado como el principal medio de transporte para los Runaways. El Leapfrog en realidad no vuela; "salta" hacia adelante para moverse.
Cuando los Runaways tomaron el Leapfrog como su propio transporte después de la muerte de sus padres, Chase tomó el control del mismo. Sin embargo, no lo mantuvieron mucho tiempo, ya que fueron tomados bajo la custodia de los Servicios Sociales por los Vengadores. Una vez que huyeron de sus respectivas casas, encontraron el Leapfrog en el antiguo complejo de los Vengadores de la Costa Oeste. Debido a la apariencia inusual del Leapfrog, tiene un dispositivo de camuflaje que le permite pasar inadvertido. El Leapfrog está equipado con armas láser, con dos configuraciones: aturdir y matar. Uno de estos láseres fue removido por Chase, quien tenía la intención de usarlo para disparar contra Ultron, sin embargo, no se dio cuenta de que carecía de una fuente de energía autónoma. Esto llevó al descubrimiento de que Victor Mancha podría impulsar los láseres de Leapfrog con sus habilidades.
El Leapfrog está implícito en tener una mente propia. La primera vez que habló con Chase, mencionó que podía hablar en cinco mil idiomas. Cuando una deprimida Molly Hayes habla a la Leapfrog sobre el cielo, el Leapfrog decide ser discreta y le asegura a Molly que Gertrude Yorkes está en el cielo. Cuando Chase decidió despedirse del equipo, Victor comenzó a pilotar el Leapfrog. La nave puede ser operado por control remoto, como se vio cuando Hunter tomó el control de los láseres. Más recientemente, el Leapfrog fue capaz de viajar en el tiempo; debido a esto, pudieron obtener a Klara Prast desde 1907. Karolina Dean también ha volado el Leapfrog.
Después de que un misil se estrellara contra la casa de los Runaways, Malibu, el Leapfrog también se ve atrapado en el fuego cruzado. El Leapfrog está desmantelado. Sin embargo, Victor rescata la inteligencia artificial de la rana y se instala en una nueva versión de Leapfrog, una que puede volar.

## En otros medios
El Leapfrog se hace referencia en la serie de televisión Runaways. Chase Stein (interpretado por Gregg Sulkin) lo describe como un autoconducido SUV inventado por su padre, Victor (James Marsters), miembro de PRIDE, con un "espacio extra grande en el maletero", que le permite a Victor llevar su "Caja", algo importante para el secreto de PRIDE, en rituales nefarios. Más tarde, se ve a Chase diseñando un Leapfrog más cerca de su aparición en los cómics.